# Hermann Siebelhoff
Hermann Siebelhoff (* 29. Juni 1912 in Dortmund; † unbekannt) war ein deutscher Radrennfahrer.

## Sportliche Laufbahn
Als Amateur wurde er 1933 Dritter im Rennen Rund um Köln hinter dem Sieger Erich Bautz. 1933 rangierte er auf der Jahresbestenliste der deutschen Straßenfahrer hinter Jupp Arents auf dem zweiten Rang.
Siebelhoff war von 1934 bis 1949, unterbrochen durch den Zweiten Weltkrieg, Berufsfahrer. Er startete für die deutschen Radsportteams Dürkopp, Victoria und Patria WKC 1947 gewann er eine Etappe der Deutschland-Rundfahrt (Grünes Band vom Rhein). Im Rennen Berlin–Cottbus–Berlin 1938 wurde er nur von Fritz Diederichs geschlagen. In der Deutschland-Rundfahrt 1938 wurde er als 18. klassiert, 1939 schied er aus.